# Christine Hamill
 Christine Mary Hamill  (* 24. Juli 1923 in London, England; †  24. März 1956 in Ibadan, Nigeria) war eine englische Mathematikerin und Hochschullehrerin. Sie war spezialisiert auf Gruppentheorie und endliche Geometrie.

## Leben und Werk
Hamill war eines der vier Kinder von Louisa Maude und dem Arzt und Physiologen Philip Hamill. Sie studierte zuerst an der St. Paul’s Girls School, wo sie ein Stiftungsstipendium erhielt, dann an der Perse School for Girls. 1942 erhielt sie ein Caroline Turle-Stipendium für ein Studium am Newnham College in Cambridge. 1948 erhielt sie ein Newnham-Forschungsstipendium und promovierte 1951 an der University of Cambridge bei John Arthur Todd mit der Dissertation: ‚The Finite Primitive Collineation Groups which contain Homologies of Period Two‘. Sie veröffentlichte drei Artikel basierend auf ihrer Dissertation in den Jahren 1948, 1951 und 1953. Diese Artikel beschreiben Gruppen der Ordnung 576, 6531840 bzw. 348364800. In dem Jahr, in dem sie promovierte, wurde ihr ein Assistenzpraktikum an der University of Sheffield angeboten. Sie forschte dort vier Jahre und wurde 1952 zur Dozentin für Mathematik befördert. 1954 nahm sie eine Stelle als Dozentin an der University of Ibadan in Nigeria an. Nach vier Amtszeiten in Ibadan starb sie nach 2-tägiger Erkrankung an Poliomyelitis und vier Monate bevor sie heiraten wollte.